# Houville-la-Branche
Houville-la-Branche is een gemeente in het Franse departement Eure-et-Loir (regio Centre-Val de Loire) en telt 450 inwoners (1999). De gemeente behoort tot het kanton Auneau van het arrondissement Chartres.

## Geografie
De oppervlakte van Houville-la-Branche bedraagt 13,8 km², de bevolkingsdichtheid is 32,6 inwoners per km².
De onderstaande kaart toont de ligging van Houville-la-Branche met de belangrijkste infrastructuur en aangrenzende gemeenten.

## Demografie
Onderstaande figuur toont het verloop van het inwonertal (bron: INSEE-tellingen).

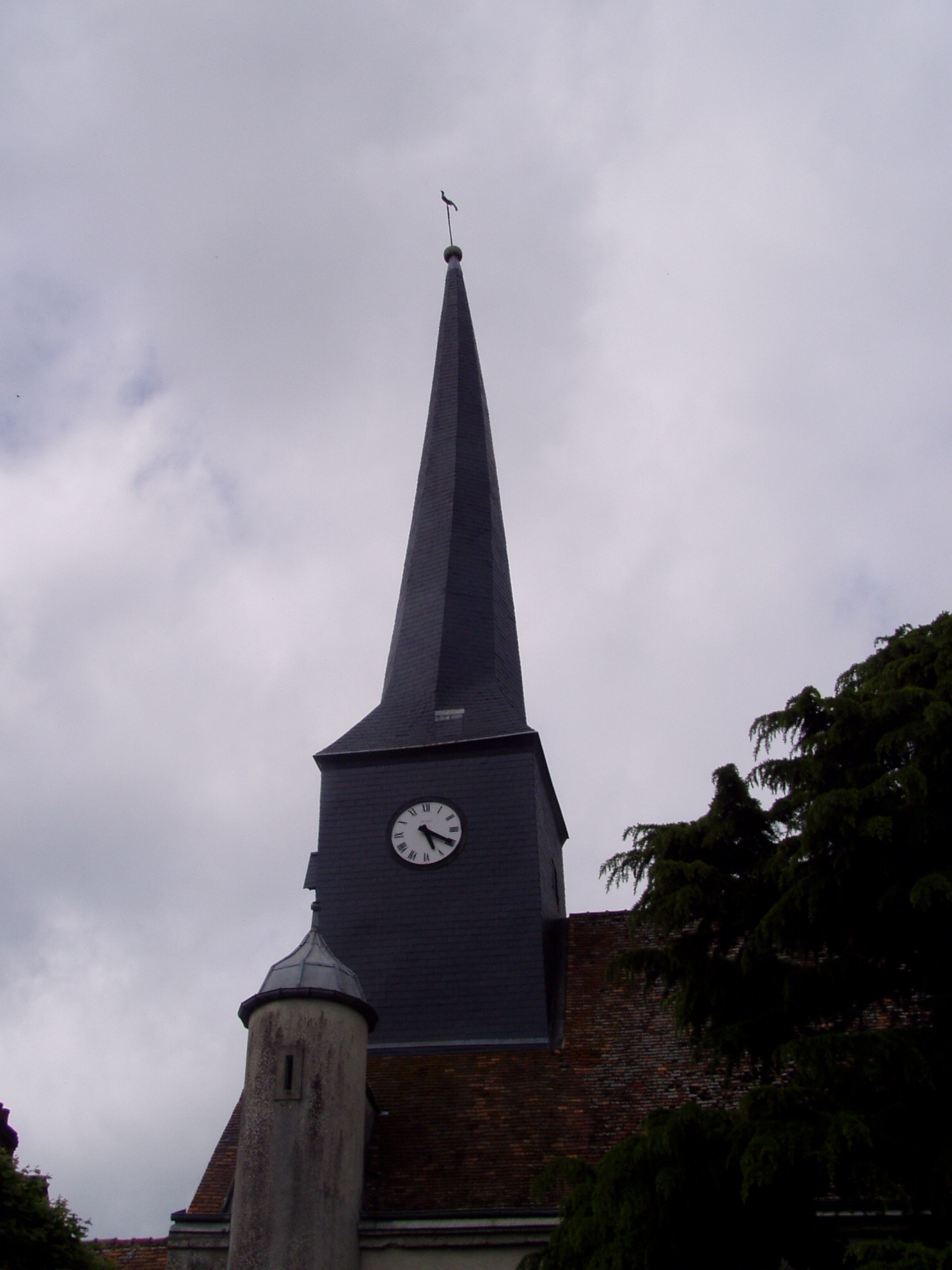
De gedraaide toren van de lokale kerk